# 赵氏裸趾虎
赵氏裸趾虎（学名：Cyrtodactylus zhaoermii）一种发现于中华人民共和国西藏自治区中部尼木县的壁虎，隶属壁虎科裸趾虎属。种加词源自中国两栖动物和爬行动物学家赵尔宓的姓氏。

## 形态特征
正模标本雄性，头体长59.75毫米。通体底色为浅棕色。头部有由黑点和波状线组成的斑驳花纹，体背肩部与腰部之间具有一系列不规则的深色条纹，大体呈现网状图案。四肢与尾部背面与体背相似。腹面呈白色。

## 保护
本种于2023年被收录入《有重要生态、科学、社会价值的陆生野生动物名录》。